# Aurélie De Ryck
Aurélie De Ryck (ur. 17 grudnia 1992) – belgijska lekkoatletka, tyczkarka.

## Osiągnięcia
- 12. miejsce podczas mistrzostw świata juniorów młodszych (Bressanone 2009)
- brązowy medal Olimpijskiego Festiwalu Młodzieży Europy (Tampere 2009)
- medalistka mistrzostw kraju w różnych kategoriach wiekowych

## Rekordy życiowe
- skok o tyczce (stadion) – 4,20 (2011) były rekord Belgii
- skok o tyczce (hala) – 4,28 (2012) były rekord Belgii